# Rio Dell
Rio Dell é uma cidade localizada no estado americano da Califórnia, no condado de Humboldt. Foi incorporada em 23 de fevereiro de 1965.

## Geografia
De acordo com o United States Census Bureau, a cidade tem uma área de 6,3 km², onde 5,9 km² estão cobertos por terra e 0,4 km² por água.

## Demografia
Segundo o censo nacional de 2010, a sua população é de 3 368 habitantes e sua densidade populacional é de 570,35 hab/km². Possui 1 442 residências, que resulta em uma densidade de 244,19 residências/km².